# Gorka Izagirre
Gorka Izagirre Insausti (Ormaiztegi, 7 ottobre 1987) è un ex ciclista su strada spagnolo di origine basca.
Professionista dal 2009 al 2024, ha vinto una tappa al Giro d'Italia 2017 e il titolo nazionale in linea nel 2018.

## Biografia
È figlio di José Ramón Izagirre, due volte campione spagnolo di ciclocross, e fratello maggiore di Ion Izagirre.

## Carriera

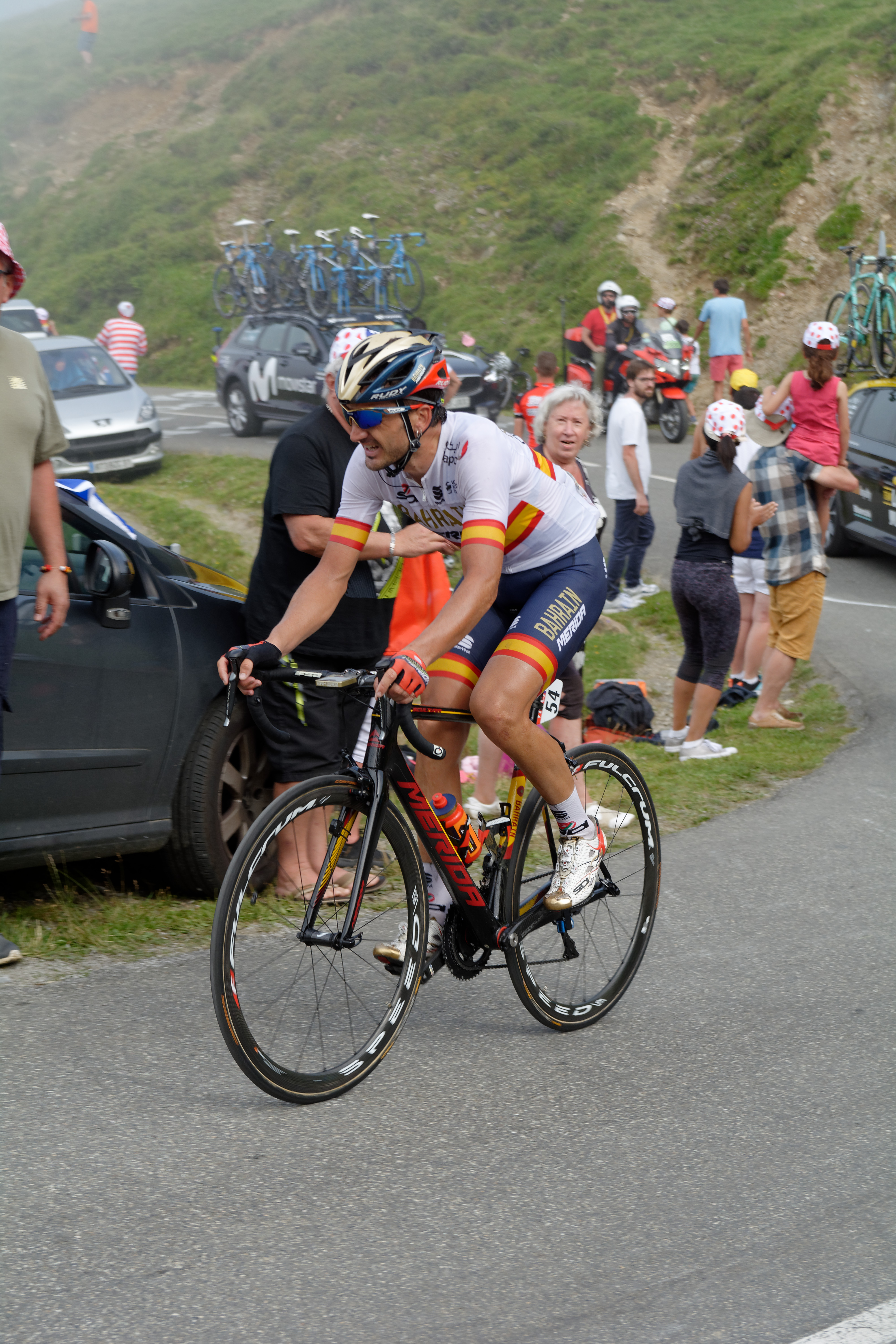
Gorka Izagirre in azione sulla salita del Colle d'Aubisque al Tour de France 2018.

Inizia la sua carriera professionistica nel 2009 con la squadra spagnola Contentpolis-Ampo, passando nella stagione successiva all'Euskaltel-Euskadi.
Il 6 giugno 2010 conquista la sua prima vittoria da professionista, nella quarta ed ultima tappa del Giro del Lussemburgo, ripetendosi il mese successivo alla Prueba Villafranca de Ordizia. Vincerà la gara basca altre due volte, nel 2012 e nel 2014, al primo anno in maglia Movistar.
Nel 2015 si classifica secondo ai campionati nazionali a cronometro, mentre nel 2017 conquista l'ottava tappa del Giro d'Italia, da Molfetta a Peschici, imponendosi dopo aver staccato il gruppetto dei compagni di fuga.
L'8 agosto 2020, nella seconda gara ufficiale dopo la pausa legata alla Pandemia di COVID-19, si impone nel Gran Trittico Lombardo con un attacco in pianura prima dell'ultima salita. Al traguardo arriva da solo precedendo di 27 secondi un gruppo di 6 corridori (Alex Aranburu, Greg Van Avermaet, Michał Kwiatkowski, Vincenzo Nibali, Jan Polanc e Nicola Bagioli).

## Palmarès

### Strada
- 2007 (Seguros Bilbao, una vittoria)

3ª tappa Vuelta a Bisadoa-Bidasoa Itzulia (Hondarribia > Hondarribia)
- 2008 (Seguros Bilbao, una vittoria)

Prueba San Juan
- 2010 (Euskaltel-Euskadi, due vittorie)

4ª tappa Giro del Lussemburgo (Mersch > Lussemburgo)
Prueba Villafranca de Ordizia
- 2012 (Euskaltel-Euskadi, una vittoria)

Prueba Villafranca de Ordizia
- 2014 (Movistar Team, una vittoria)

Prueba Villafranca de Ordizia
- 2017 (Movistar Team, due vittorie)

Klasika Primavera de Amorebieta
8ª tappa Giro d'Italia (Molfetta > Peschici)
- 2018 (Bahrain-Merida, una vittoria)

Campionati spagnoli, Prova in linea
- 2019 (Astana Pro Team, una vittoria)

Classifica generale Tour de la Provence
- 2020 (Astana, una vittoria)

Gran Trittico Lombardo

### Altri successi
- 2007 (Seguros Bilbao, due vittorie)

Prueba Loinaz Memorial Ion Lazcano (Criterium)
Premio Ayuntamiento de Sopelana (Criterium)
- 2008 (Seguros Bilbao, quattro vittorie)

Gran Premio Segura (Criterium)
Gran Premio Lerin (Criterium)
Gran Premio Ricardo Otxoa (Criterium)
Lugo de Llanera (Criterium)
- 2011 (Euskaltel-Euskadi, una vittoria)

Classifica giovani Tour du Haut-Var
- 2014 (Movistar Team, una vittoria)

1ª tappa Vuelta a España (Jerez de la Frontera, cronosquadre)
- 2019 (Astana Pro Team)

1ª tappa Vuelta a España (Salinas de Torrevieja > Torrevieja, cronosquadre)

### Ciclocross
- 2019-2020

Abadiñoko udala saria
- 2021-2022

Abadiñoko udala saria

## Piazzamenti

### Grandi Giri
- Giro d'Italia

2014: 83º
2017: 28º
2021: 19º
- Tour de France

2011: 66º
2012: 39º
2013: non partito (17ª tappa)
2015: 32º
2016: ritirato (17ª tappa)
2018: 24º
2019: 42º
2020: 22º
2022: non partito (21ª tappa)
2023: 37º
- Vuelta a España

2014: 37º
2018: 29º
2019: 53º
2020: 19º
2021: 27º

### Classiche monumento
- Milano-Sanremo

2013: 31º
2020: 22º
2021: 44º
- Giro delle Fiandre

2010: ritirato
2011: 62º
- Parigi-Roubaix

2010: fuori tempo massimo
2011: ritirato
- Liegi-Bastogne-Liegi

2012: ritirato
2013: 90º
2014: 85º
2015: 71º
2018: 98º
2019: 33º
2020: 17º
2022: 69º
2023: 70º
2024: ritirato
- Giro di Lombardia

2010: ritirato
2018: 81º
2019: 16º

### Competizioni mondiali
- Campionati del mondo su strada

Mendrisio 2009 - In linea Under-23: 47º
Valkenburg 2012 - Cronosquadre: 16º
Bergen 2017 - Cronosquadre: 6º
Bergen 2017 - Cronometro Elite: 27º
Bergen 2017 - In linea Elite: 107º
Yorkshire 2019 - In linea Elite: 9º
Fiandre 2021 - In linea Elite: 42º
- Campionati del mondo di ciclocross

Pontchâteau 2004 - Juniores: 51º
Sankt-Wendel 2005 - Juniores: 35º
- Giochi olimpici

Tokyo 2020 - In linea: 23º

### Competizioni europee
- Campionati europei

Trento 2021 - In linea Elite: ritirato